# Pentarrhaphis annua
Pentarrhaphis annua är en gräsart som beskrevs av Jason Richard Swallen. Pentarrhaphis annua ingår i släktet Pentarrhaphis och familjen gräs. Inga underarter finns listade i Catalogue of Life.